# Drenje (żupania istryjska)
Drenje – wieś w Chorwacji, w żupanii istryjskiej, w gminie Raša. W 2011 roku liczyła 45 mieszkańców.